# 一致
一致（いっち、英語: agreement）または呼応（こおう、英語: concordance）とは、ある語や句の意味的・形式的な特徴によって、別の語の形式が変わることである。照応または符合といわれることもある。ある語が別の語の文法範疇に応じて屈折する現象といえる。

## 概要
例えば上のロシア語の例では、名詞とそれを修飾する形容詞の間に性・数・格の一致、名詞句とそれを主語とする動詞の間に性・数の一致が起きている。sovet「忠告」は男性名詞 (M) で単数 (SG)・対格 (ACC) のかたちをとっているので、それを修飾する kakoj「どんな」も男性・単数・対格の語尾 -oj をとっている。また、mama「母」は女性名詞 (F) で単数・主格 (NOM) なので、名詞句の moja mama「私の母」も女性・単数・主格となり、それを主語とする動詞 davala「与えた」が女性・単数の語尾 -a で終わっている。

## 用語
一致を引き起こす要素をコントローラー (controller) またはトリガー (trigger)、ソース (source) と呼び、コントローラーとの一致によってその形式が決まる要素をターゲット (target) という。一致の起きる統語的環境は一致のドメイン (domain) 、一致を引き起こす特徴は素性（そせい、feature）と呼ばれる。素性は値（あたい、value）を持っており、例えばロシア語の性の素性には男性・女性・中性の三つの値がある。素性は伝統的には文法範疇とも呼ばれる。上で述べた名詞とそれを修飾する形容詞の性・数・格の一致を例にとると、名詞がコントローラーであり、それを修飾する形容詞をターゲットとして一致が起きている。一致している素性は性・数・格の三つで、一致のドメインは句である。

## 典型的な一致
普通、コントローラーの素性の値はそれ自体にはっきり示されているので、典型的な一致は情報量が少なく冗長的である。例えば右の英語の例では、名詞句 the book/the books が動詞の一致を引き起こすコントローラーであり、the book は単数 (SG)、the books は複数 (PL) ということがそのかたちからはっきり分かる。動詞 is/are は主語の名詞句に合わせてかたちを変えているだけであり、かたちが変わることによって新しい情報が伝わるわけではない。
一方、コントローラーに素性の値が示されない場合には、一致によって新しい情報が伝わることがある。例えば単複同形の the sheep が主語である場合、動詞が is/are とかたちを変えることで羊が一匹なのか複数いるのかという情報が伝えられる。
また、コントローラーの素性の値が常に変わらないのが典型的な一致である。例えばロシア語の名詞 mama「母」は、常に女性として一致し、男性や中性のかたちを引き起こすことはない。しかし、右のブルガリア語の例のように、あるドメインでは中性、別のドメインでは男性として一致を引き起こすような場合がある。

## 日本語
日本語では、名詞句の格はそれに1回だけ後置する格助詞で表され、名詞とそれを修飾する形容詞の格の一致はない。また主語と動詞との一致もない。一方で、名詞とそれを修飾する数詞の語尾（助数詞）が一致する（例：一本の棒/一枚の紙/一匹の犬/ひとりの男）。これらは東アジアの多くの言語に共通する性質である（アイヌ語には主語および目的語と動詞の間、また所有者に関する人称の一致がある）。
日本語特有の一致としては、係助詞と述語の活用形の一致である係り結びがある。